# Лукас Бріджес
Естеба́н Лу́кас Брі́джес (ісп. Esteban Lucas Bridges, нар. 31 грудня 1874, Ушуая — пом.4 квітня 1949, Буенос-Айрес) — аргентинський письменник і дослідник англійського походження. Він був третім сином англіканського місіонера превелебного Томаса Бріджеса (1842—1898).
У його відомій книзі На самому краю землі (1948), опублікованій за рік до його смерті, описано майже столітню історію його родини, яка переселилась із місією на Вогняну Землю у 1871 році, хоча його батько з 1856 року з перервами проживав то на острові Кеппеля, то на Фолклендських островах, то безпосередньо на Вогняній Землі. Цей класичний літературний твір розповідає історію сутички трьох цивілізацій: білих, ягханів та селкнамів. Лукас Бріджес, який виріс серед корінного населення острова, вивчив мови та звичаї обох місцевих племен. В результаті експансивної діяльності прибульців з Європи обидва племені припинили своє існування.
У 1898 році Лукас відкрив шлях на північ від Гарбертона до східної частини озера Фаньяно, де були землі придатніші для випасу та розведення овець. У 1902 році Лукас і його брати заснували станцію Віамонте у північній частині Вогняної Землі, а новий шлях використовувався для перевезення худоби між двома станціями.
Пізніше Лукас вирушив до Англії, де вступив на службу й узяв участь у Першій світовій війні. У 1917 році він одружився з Жаннетт Маклауд Жардін (1890—1976). По війні він переїхав до Південної Африки, де разом зі своїм братом заклав ранчо. Зрештою, він повернувся до Аргентини, де й прожив останні роки свого життя. Помер у Буенос-Айресі і був похований на британському цвинтарі в районі Чакаріта, де був похований також його батько.